# 长圆悬钩子
长圆悬钩子（学名：Rubus oblongus）为蔷薇科悬钩子属的植物，是中国的特有植物。分布于中国大陆的四川、贵州等地，生长于海拔1,700米至2,050米的地区，一般生于山坡密林及杂木林内，目前尚未由人工引种栽培。